# Comicus cavillorus
Comicus cavillorus är en insektsart som beskrevs av Irish 1986. Comicus cavillorus ingår i släktet Comicus och familjen Schizodactylidae. Inga underarter finns listade i Catalogue of Life.